# Mogiłka (powiat krotoszyński)
Mogiłka – osada w Polsce, w województwie wielkopolskim, w powiecie krotoszyńskim, w gminie Koźmin Wielkopolski. Miejscowość wchodzi w skład sołectwa Orla.
Do 2023 miejscowość była częścią wsi Orla.
W okresie Wielkiego Księstwa Poznańskiego (1815-1848) miejscowość była folwarkiem w ówczesnym pruskim powiecie Krotoszyn w rejencji poznańskiej. Folwark Mogiłka należał do okręgu koźmińskiego tego powiatu i stanowił część majątku Orla, którego właścicielem była wówczas Kozierowska. Według spisu urzędowego z 1837 roku wieś liczyła 22 mieszkańców, którzy zamieszkiwali trzy dymy (domostwa)
W latach 1975–1998 miejscowość administracyjnie należała do województwa kaliskiego.